# Murdo MacLeod
Murdo MacLeod, né le 24 septembre 1958 à Glasgow (Écosse), est un footballeur écossais, qui évoluait au poste de milieu de terrain au Celtic FC et en équipe d'Écosse. 
MacLeod a marqué un but lors de ses vingt sélections avec l'équipe d'Écosse entre 1985 et 1991.

## Carrière
- 1975-1978 : Dumbarton Football Club
- 1978-1987 : Celtic FC
- 1987-1990 : BV 09 Borussia Dortmund
- 1990-1993 : Hibernian Football Club
- 1993-1995 : Dumbarton Football Club
- 1995-1996 : Partick Thistle

## Palmarès

### En équipe nationale
- 20 sélections et 1 but avec l'équipe d'Écosse entre 1985 et 1991.

### Avec le Celtic
- Vainqueur du Championnat d'Écosse de football en 1979, 1981, 1982 et 1986.
- Vainqueur de la Coupe d'Écosse de football en 1980 et 1985.
- Vainqueur de la Coupe de la Ligue écossaise de football en 1983.

### Avec le Borussia Dortmund
- Vainqueur de la Coupe d'Allemagne de football en 1989.
- Vainqueur de la Supercoupe d'Allemagne de football en 1989.

### Avec Hibernian
- Vainqueur de la Coupe de la Ligue écossaise de football en 1991.